# Moruloidea perionasus
Moruloidea perionasus is een pissebed uit de familie Sphaeromatidae. De wetenschappelijke naam van de soort is voor het eerst geldig gepubliceerd in 2003 door Bruce.